# Bir El Djir

Bir El Djirs läge i Oranprovinsen.

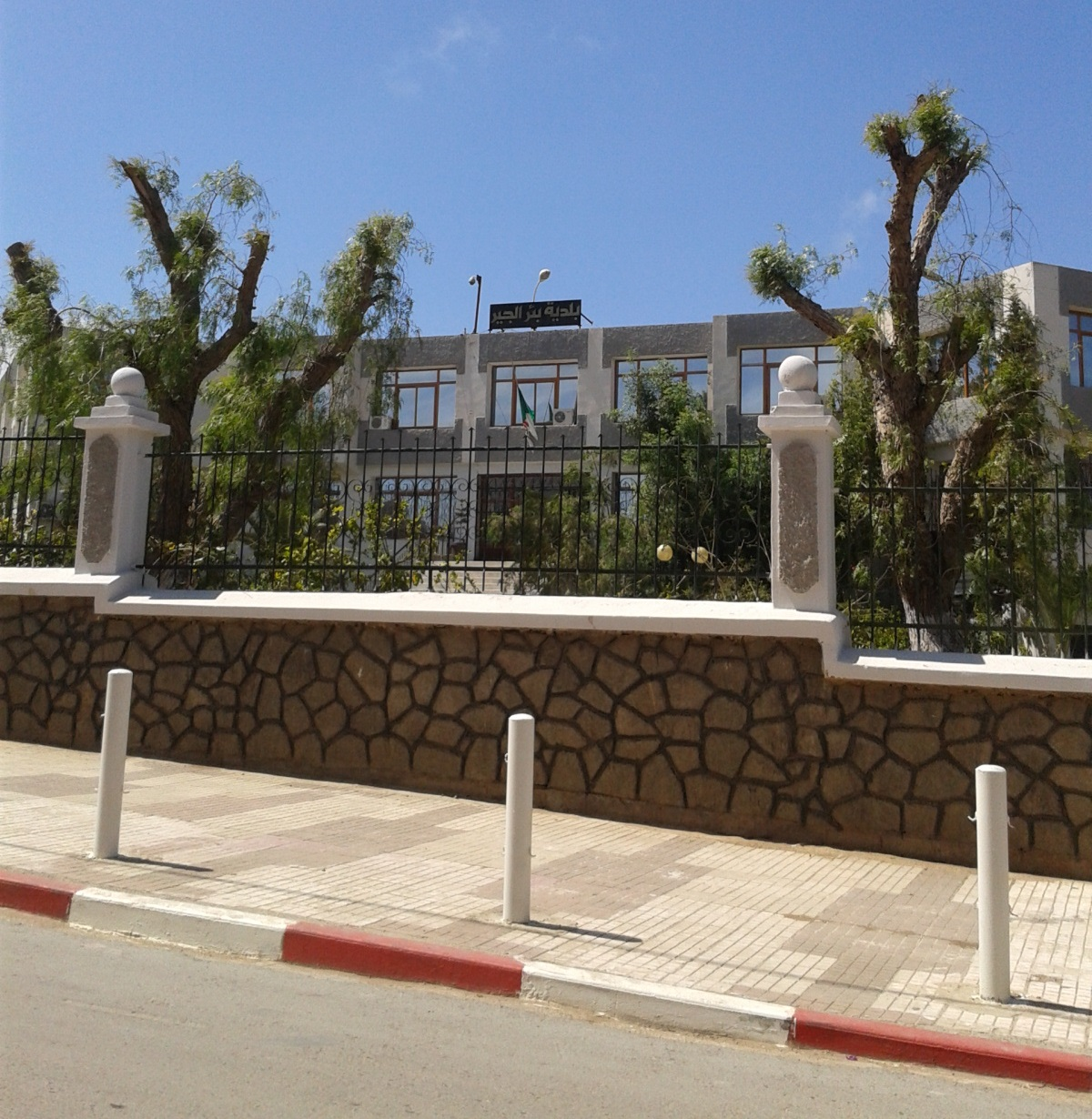
Rådhuset i Bir El Djir

Bir El Djir (arabiska بئر الجير) är en stad och kommun i nordvästra Algeriet och är en östlig förort till Oran, i Oranprovinsen. Folkmängden i kommunen uppgick till 152 151 invånare vid folkräkningen 2008, varav 136 079 invånare bodde i centralorten.